# François-Louis Parisel
François Louis Parisel, né le 17 octobre 1841 à La Guillotière et mort le 5 juillet 1877 à Newark, New Jersey aux États-Unis, est une personnalité de la Commune de Paris. 
Il en dirige la Délégation scientifique. Exilé aux États-Unis, il exerce la médecine et milite dans les rangs socialistes.

## Biographie

### Pharmacien et médecin
François Louis Parisel est né le 17 octobre 1841 à La Guillotière. Fils d'un fabricant de produits chimiques, il soutient à l'École supérieure de Pharmacie de Paris une thèse traitant De l'acide phénique au point de vue pharmaceutique le 7 août 1866. Il s'installe comme médecin et pharmacien dans le 15e arrondissement et vient en aide aux classes populaires de son quartier.
Pendant le siège de Paris par les Allemands (septembre 1870-mars 1871), il est nommé délégué au Comité central républicain des Vingt arrondissements. Il est chirurgien-major de la Garde nationale. 

### Communard
Il est l'un des signataires de l'Affiche rouge du 6 janvier 1871. Le 26 mars 1871, il est élu au Conseil de la Commune par le 7e arrondissement ; il siège à la commission des Subsistances puis à la Délégation scientifique,. 
| |  |  |
| Médaille de la Commune de Paris en l'honneur de François-Louis Parisel chef de la délégation scientifique des poudres et salpêtres, 14 mai 1871. Diamètre : 4.1 cm, poids : 34.19 g. Musée Carnavalet, Paris. |  |  |

Le 22 avril 1871, la Commune crée une Délégation scientifique, avec à sa tête Parisel,,. Selon sa propre proposition, il doit  s'occuper des produits alimentaires, des aérostats, des poisons et des moyens de destruction. Les livres de compte de la Délégation scientifique montrent que Parisel achète du matériel en petite quantité, pour se livrer à des expériences, mais qu'il ne dispose pas de grands stocks de matière inflammable. Il appelle à l'invention d'armes et d'engins à projectiles chimiques, mais les projets présentés par les citoyens sont plutôt irréalistes. Il est chargé le 16 mai de mettre sur pied des équipes d'« artilleurs fuséens ». Deux jours après, ils sont officiellement vingt-sept, sans que cela débouche sur une action concrète.

### Exilé aux États-Unis
Après la Semaine sanglante, il fuit Paris déguisé en prêtre et se réfugie en Angleterre puis aux États-Unis. En juillet 1872, il est condamné à mort par contumace par le cinquième conseil de Guerre,.
Il s'installe comme médecin à Newark et participe au mouvement des socialistes franco-américains, défendant le bilan de la Commune et organisant des commémorations et des collectes de fonds en faveur des veuves et des orphelins des combattants de la Commune et des déportés en Nouvelle-Calédonie. En juillet 1876, il est membre fondateur du Parti ouvrier socialiste d'Amérique, le premier parti se réclamant du marxisme fondé aux États-Unis. 
Il meurt le 5 juillet 1877 à Newark, New Jersey, à l'âge de 36 ans. À son enterrement, son éloge funèbre est prononcé par Eugène Pottier, exilé comme lui.

### Notices biographiques
- Jules Clère, Les hommes de la Commune : Biographie complète de tous ses membres, Paris, Libraire-éditeur É. Dentu, 1871, xiv-195, 1 vol. in-18 (OCLC 457798492, lire en ligne sur Gallica), p. 121-122.
- Paul Delion, Les membres de la Commune et du Comité central, Paris, A. Lemerre éditeur, août 1871, 446 p. (lire en ligne sur Gallica), p. 154-155.
- Bernard Noël, Dictionnaire de la Commune, Coaraze, L'Amourier éditions, coll. « Bio », avril 2021 (1re éd. 1971), 799 p. (ISBN 978-2-36418-060-4, ISSN 2259-6976, présentation en ligne), p. 599-600.
- « Notice Parisel François, Louis », sur maitron.fr, Le Maitron, dictionnaire bibliographique du mouvement ouvrier et du mouvement social, Association Les Amis du Maitron (consulté le 17 août 2021).